# Trần Hữu Hậu
Ông Trần Hữu Hậu (sinh ngày 09/10/1960), ông hiện là Đại biểu Quốc hội khóa 15 thuộc Đoàn tỉnh Tây Ninh ()

## Xuất thân, Học vấn
Quê quán: Xã Phước Thạnh, huyện Gò Dầu, tỉnh Tây Ninh.
Sinh ngày: 9 tháng 10 năm 1960 tại thị xã Hà Đông, tỉnh Hà Tây (nay là Quận Hà Đông, Hà Nội).
Từ 1979 đến 1984, ông học khoa Cơ khí, Đại học Bách khoa thành phố Hồ Chí Minh. Ông là một trong những sinh viên đầu tiên của trường Đại học Bách khoa TPHCM được kết nạp vào Đảng Cộng sản Việt Nam (Năm 1982).
Ông tốt nghiệp Đại học kinh tế TP HCM năm 1993; Cử nhân Chính trị (Học viện Chính trị quốc gia Hồ Chí Minh) năm 1997; Cử nhân Luật (Đại học Luật TP HCM) năm 2011) và được công nhận Luật sư năm 2020.

## Quá trình công tác
Từ năm 1984, ông làm việc tại Công ty Cơ khí Tây Ninh, tỉnh Tây Ninh (Khi ấy có tên là Xí nghiệp Cơ khí Nông nghiệp Tây Ninh).
Năm 1989 ông là người đầu tiên của tỉnh Tây Ninh được bầu làm Giám đốc một đơn vị của nhà nước. Ông làm Giám đốc Công ty Cơ khí Tây Ninh đến năm 2007.
Trong thời gian này, Công ty Cơ khí Tây Ninh được nhiều người biết đến khi là đơn vị chủ chốt thực hiện 2 Chương trình lớn của Việt Nam là:
1. Chương trình"Xây dựng điểm vui chơi cho trẻ em Việt Nam đến năm 2000" do Ủy ban Bảo vệ và Chăm sóc Trẻ em Việt Nam và Hội đồng Trung ương Đội Thiếu niên Tiền phong Hồ Chí Minh chủ trì.
2. Chương trình "Thanh niên xóa Cầu Khỉ xây dựng cầu nông thôn mới ở đồng bằng sông Cửu Long" do Trung ương Đoàn TNCS Hồ Chí Minh chủ trì ()
Ông là Đại biểu Quốc hội khóa 11, đơn vị tỉnh Tây Ninh (2002 – 2007). Tại nghị trường, ông phát biểu không nhiều nhưng những phát biểu của ông luôn được các đại biểu Quốc hội và giới truyền thông chú ý (,,,,,).
-  Từ 1994 đến 2000, Ông là Ủy viên Ủy ban Trung ương Hội Liên hiệp Thanh niên Việt Nam khóa III.
-  Từ 1994 đến 2002, Ông tham gia vận động thành lập Hội Doanh Nghiệp Trẻ Việt Nam, là Ủy viên, Phó Chủ tịch Hội đồng Lâm Thời, Trung ương Hội Doanh Nghiệp trẻ Việt Nam (Hội Doanh Nhân Trẻ Việt Nam). ()
Từ năm 2007 đến 2012, ông là Giám đốc Trung tâm Xúc tiến Đầu tư, Thương mại và Du lịch tỉnh Tây Ninh. ()
Từ 10/2010, ông được bầu làm Ủy viên Ban chấp hành Đảng bộ tỉnh Tây Ninh.
Từ tháng 8/2012 ông được bầu làm Chủ tịch Ủy ban nhân dân thị xã Tây Ninh, tỉnh Tây Ninh. () Ông đã góp phần nâng cấp thị xã Tây Ninh lên Thành phố và trở thành Chủ tịch đầu tiên của Thành phố Tây Ninh. ().  
Ông được nhiều người biết đến khi thúc đẩy việc ứng dụng Công nghệ thông tin vào Cải cách hành chính và thực hiện xây dựng "Phường xã vì dân", "Thành phố thông minh" (); đặc biệt là sử dụng Facebook để giao tiếp với người dân, tiếp nhận thông tin và xử lý, giải quyết các khó khăn, bức xúc của người dân. (), (), (). Vì vậy, năm 2016, Ông được vinh danh, trao giải thưởng Lãnh đạo công nghệ thông tin và an ninh thông tin (CIO/CSO) tiêu biểu Đông Nam Á (), ().
Từ tháng 11/2015 đến tháng 8/2018, Ông được bầu làm Ủy viên Ban Thường vụ Tỉnh ủy Tây Ninh, được phân công làm Bí thư Thành ủy Tây Ninh. () Trong thời gian này, ông có 12 tháng đồng thời làm Chủ tịch UBND Thành phố Tây Ninh (), (), ().
Ông được tuyên dương là Điển hình Tiên tiến toàn quốc năm 2017. () (), ().
Từ tháng 9/2018, ông được Ban Bí Thư Trung ương Đảng và Tỉnh ủy Tây Ninh cho nghỉ hưu trước tuổi vì lý do sức khỏe. ()().
Từ tháng 11/2018, ông là Chuyên gia, Ủy viên Thường trực Hội đồng Hòa giải của Hiệp hội Điều Việt Nam (VINACAS), tham gia hòa giải các tranh chấp thương mại trong nước và quốc tế của ngành sản xuất, chế biến và kinh doanh hạt Điều; Đồng thời là Ủy viên Thường trực Hội đồng Thông tin của VINACAS. Ông hiện là Phó Tổng thư ký của VINACAS (), ().
Tháng 1/2019 ông được công nhận là Hòa giải viên Thương mại đầu tiên của tỉnh Tây Ninh ().
Năm 2021, ông là Luật sư thuộc Đoàn Luật sư tỉnh Tây Ninh; Hội viên, Hội Luật gia tỉnh Tây Ninh
Tháng 5/2021, ông trúng cử Đại biểu Quốc hội khoá 15 (), đơn vị tỉnh Tây Ninh. Tại kỳ họp thứ nhất, Quốc hội khóa 15 (Tháng 7/2021) ông được bố trí tham gia làm Ủy viên Ủy ban Pháp luật của Quốc Hội khóa 15.